# Tajuddin Ahmad
Tajuddin Ahmad (en bengalí: তাজউদ্দীন আহমদ; 23 de julio de 1925 – 3 de noviembre de 1975) fue un político y estadista bangladesí. Estuvo al frente del Gobierno Provisional de Bangladés y fue el primer ministro durante la guerra de liberación de Bangladés en 1971, lo que lo convierte en una de las figuras centrales del nacimiento del país.
Tajuddin comenzó en la Liga Musulmana en el Raj británico. Pertenecía al grupo local pro democracia de Dhaka, la facción secular de la Liga, que rompió relaciones con el ala más radical del partido luego de la partición de la India y el nacimiento de Pakistán. Como miembro de la efímera organización juvenil Liga Jubo, fue un activo participante en el Movimiento por la Lengua Bengalí en 1952. Al año siguiente, se sumó a la Liga Musulmana Awami (luego llamada Liga Awami), que se había formado con las reminiscencias disidentes de la Liga Musulmana. En 1954, fue electo miembro de la asamblea provincial de Pakistán Oriental. Cercano a Sheikh Mujibur Rahman, de quien era asesor y hombre de confianza, le ayudó a renovar la Liga Awami para convertirlo en partido político secular durante el régimen de Ayub Khan a finales de la década de 1960.
Como el Secretario General del partido desde 1966, Tajuddin tuvo a su cargo guiarlo durante los disturbios de finales de 1960 y principios de 1970, siendo encarcelado en diversas oportunidades. Fue el redactor del borrador de la demanda de los seis puntos, que luego sería el documento histórico que dio nacimiento a Bangladés. Fue el coordinador de la Liga Awami en la campaña de las elecciones generales de Pakistán de 1970, en el cual el partido ganó una histórica mayoría parlamentaria. Fue el iniciador del movimiento de no cooperación de marzo de 1971, generado por la decisión del presidente Yahya Khan en transferir el poder a los parlamentarios elegidos en la mencionada elección. Tajuddin fue parte de la delegación de Sheikh Mujib en el Mujib-Yahya para resolver las disputas entre Pakistán Oriental y Occidental, y para la transferencia de poder a la recién elegida Asamblea Nacional. Luego de la operación del ejército pakistaní Searchlight contra la población bengalí el 25 de marzo de 1971, Tajudddin escapó a la India. Durante al ausencia de Sheikh Mujib, comenzó la instalación el gobierno Provisional de Bangladés en 1971, el cual encabezó, operando exiliado en la India, como su primer ministro.
Ya durante el independiente Bangladés, Tajuddin se desempeñó como Ministro de Finanzas y Planeamiento en el gabinete de Sheikh Mujib entre 1972 a 1974. Además, fue parte de la comisión encargada de redactar el borrador para la constitución del país. Se retiró del gabinete en 1974, con la intención de vivir una vida tranquila. Luego del asesinato de Sheikh Mujib el 15 de agosto de 1975, en medio de un golpe de Estado, Tajuddin fue arrestado y asesinado el 3 de noviembre de 1975, junto con otros políticos de la Liga Awami que habían sido encarcelados.